# Viola Somogyi
Viola Somogyi (* 25. dubna 1964 Praha) je česká nordistka, překladatelka, redaktorka, korektorka, editorka a publicistka. Její druhou rodnou řečí je maďarština. Překládá především z angličtiny, maďarštiny, němčiny a švédštiny. Známá je také pod jménem Viola Lyčková.

## Život
V letech 1982–1987 vystudovala bohemistiku a anglistiku na Univerzitě Karlově v Praze. V letech 2000–2002 pokračovala ve studiu na Stockholms universitet, studium zakončila státní závěrečnou zkouškou ze švédštiny. Ve stejném roce získala na UK v Praze titul PhDr. z české literatury (rigorózní práce Sofie Podlipská a Ellen Key: myšlenky o postavení ženy ve společnosti z roku 2002). Řadu let strávila ve Švédsku a v Dánsku. Ze severských jazyků, angličtiny a němčiny přeložila přes sto šedesát titulů podobný počet jich zredigovala. Působila jako produktová manažerka pro dětskou literaturu (2002–2006) i šéfredaktorka (2007) Nakladatelství Albatros. Funkci produktové manažerky pro dětskou literaturu zastávala i v nakladatelství Euromedia (2007–2014). Dále pracovala jako redaktorka v nakladatelství Portál. V několika ročnících působila jako předsedkyně překladatelské komise v soutěži Zlatá stuha IBBY ČR. Jako korektorka titulků dlouhodobě spolupracuje s festivalem Jeden Svět. Je členkou výboru spolku Překladatelé Severu. Žije střídavě v České republice a v Německu. Příležitostně přispívá do měsíčníku pro světovou literaturu PLAV a internetového literárního časopisu Iliteratura.

## Ocenění
- 1998 Cena Josefa Jungmanna za překlad knihy Grónské mýty a pověsti (společně se Zdeňkem Lyčkou)[8]
- 2016 nominace na Zlatou stuhu za překlad knihy Gorila a já[9]

## Výběr z knižních překladů[10]

### Z angličtiny (výběr)
- NEIL, Gaiman. Severská mytologie II.- III. Argo, 2024.
- SOLTEROVÁ, Aletha. Hojivý proces při traumatu u dětí: Jak dítě přirozeně zbavit následků traumatu. Triton, 2023.
- SPARKS, Bright. To je ale nápad! Argo, 2019
- PARKER, Michael. Etika pro děti. Triton, 2017.
- PARKER, Michael. Povídejme si s dětmi. Triton, 2017.
- CAREY, Edward. Kronika rodu Iremongů 1 – Smetištejn. Argo, 2016.
- PANTZAR, Katja. Sisu: Odolnost, síla a štěstí po finsku. Mladá fronta, 2018
- LANDY, Derek. Smrtislav Hezoun 1-3. Argo, 2007-2010.

### Z dánštiny (výběr)
- FREUCHEN, Peter. Ivalu, láska v polárních krajích. Portál, 2023.
- SAND, Ilse. Přecitlivělost není slabost. Portál, 2016.
- RASMUSSEN, Knud. Grónské mýty a pověsti. Argo, 2007.

### Z maďarštiny (výběr)
- NAGY, Boldizsár M. Říše pohádek pro všechny. Pikola 2022.
- NYESTEOVÁ, Beatrix: Zvládnu to sám: Domácí kosmetika. Ikar, 2016.

### Z němčiny (výběr)
- RIITER, Christiane. Žena v polární noci. Portál, 2020.
- PREUßLER, Otfried. Oslík a vánoční andělíček. Portál, 2021
- PREUßLER, Otfried. Anděl v kulichu. Triton, 2019
- ENGLER, Michael. Mokrozem/Suchozem: Dva velké příběhy z jednoho světa. Portál, 2021.
- ENDE, Michael a FREUND, Wieland. Rodrigo Raubíř a neohrožený Špunt. Portál, 2019.
- HARRISON, Troon. Zimní drak. Portál, 2024

### Z norštiny (výběr)
- OSTBYOVÁ, Anne Ch. Kousky štěstí. Argo, 2018.
- KAGGE, Erling. Radost z ticha. Jan Melvil Publishing, 2018.

### Ze švédštiny (výběr)
- OHLSSONOVÁ, Kristina. Stříbrný chlapec. Mladá fronta, 2017
- OHLSSONOVÁ, Kristina. Hořící stromy. KNIHA ZLIN, 2017
- OHLSSONOVÁ, Kristina. Strašikancelář: Případ děsivého stínu. Pikola, 2024.
- MANKELL, Henning. Kocourek, který měl rád déšť. Portál, 2017.
- NILSSON, Frida. Piráti z ledového moře. Portál, 2016.
- NILSSON, Frida. Léto s Hedvikou. Portál, 2022.
- NILSSON, Frida. Poněkud zvláštní kůň. Portál, 2020.
- NILSSON, Frida. Ve škole se dějou věci. Portál, 2019.
- NILSSON, Frida. Gorila a já. Portál, 2015.
- NILSSON, Frida. Vránova neobyčejná dobrodružství. Portál, 2017.
- LUNDBERGOVÁ, Lotta. Nultá hodina. KNIHA ZLIN, 2016.
- LIND, Åsa. Písečný vlk. Pikola, 2017.
- BENGTSSONOVÁ, Anna. Prababiččina pohovka. Meandr, 2016.
- NIEMI, Mikael. Ďáblík. Knižní klub, 2013.
- AXL SUND, Erik. Vraní dívka: Vraždy a psychoterapie. Knižní klub, 2014.
- AXL SUND, Erik. Vraní dívka 2: Hladový oheň. Knižní klub, 2014.
- AXL SUND, Erik. Vraní dívka 3: Pýthiiny rady. Knižní klub, 2015.